# 三輪隆
三輪 隆（みわ たかし、1969年12月1日 - ）は、千葉県柏市出身の元プロ野球選手（捕手、右投右打）、コーチ。
2004年のプロ野球再編問題では、オリックス・ブルーウェーブ最後の選手会長として労使交渉に疾走した。バルセロナオリンピック野球の銅メダリスト。

## 経歴

### プロ入り前
関東一高では、控え捕手として1986年春の第58回選抜大会に出場するが、1回戦で中村良二らのいた天理高に敗退。
翌1987年春の第59回選抜大会に正捕手として連続出場。エース平子浩之（東洋大－日本通運）の好投もあって勝ち進み、準決勝で池田高を降し決勝に進出。立浪和義が主将として率いるPL学園と対戦するが、野村弘、橋本清の継投に抑えられ大敗、準優勝にとどまる。この大会では四番打者として2本塁打を放った。
同年夏の東東京大会では準々決勝で修徳高に敗退。1年下のチームメートに二塁手の鈴木浩文がいた。
明治大学に進学。東京六大学リーグでは優勝に届かなかったが、リーグ通算70試合出場、254打数75安打、打率.295、7本塁打、41打点を記録、ベストナインに3回選出された。日米大学野球選手権大会日本代表2回、1991年インターコンチネンタルカップ日本代表。
卒業後は神戸製鋼に進む。1992年バルセロナオリンピックの野球競技・日本代表に選出され、後に同僚となる大島公一らと共に銅メダルを獲得。この結果を称え千葉県知事賞を受賞した。同年から2年連続で都市対抗に出場、1993年のインターコンチネンタルカップ日本代表にも選出される。
社会人屈指の捕手として、1993年度ドラフト会議にてオリックス・ブルーウェーブから2位指名を受けプロ入りを果たした。

### プロ入り後
入団当初は高田誠・中嶋聡の控えに回るが、ヤクルトスワローズとの1995年の日本シリーズ第4戦（明治神宮野球場）、読売ジャイアンツとの1996年の日本シリーズ第4戦（本拠地・グリーンスタジアム神戸）では仰木彬監督からの指名で先発マスクを被る。
1997年には正捕手の座を獲得し73試合に先発出場する。
1998年のプロ野球脱税事件で懲役1年、執行猶予3年、罰金500万円の有罪判決を受け、開幕から1ヶ月以上の出場停止処分を科された。同年からは日高剛と併用され、2000年以降は段々と出場機会が減る。
2003年にはオールスターゲームに出場を果たす。これが現役中唯一のオールスターゲーム出場であった。同年は自身最多の8本塁打を放つなど打撃面で好成績を残し、規定打席未満ながら打率3割をマークした。同年7月28日のダイエー17回戦（福岡ドーム）では、26日、27日の同カード2日間に先発し22失点した日高に代わり先発スタメンを任されたが、1回裏に11失点するなど6回まで26失点して記録的大敗を喫してしまった。
2004年には選手会長となり、プロ野球再編問題で球団合併に反対、同年終了を以って現役を引退。

### 現役引退後
その後はオリックス・バファローズでコーチ業をスタート。2005年から2006年まで一軍バッテリーコーチ、2007年から2008年まで二軍バッテリーコーチ。2009年からは再び一軍バッテリーコーチを務めていたが、2010年4月8日に投手陣の不振の責任を取らされる形で二軍バッテリーコーチに降格となり、同年自身の希望により退団。
2011年からは東北楽天ゴールデンイーグルス一軍バッテリーコーチに就任し、他球団のユニフォームに初めて袖を通す。
2014年10月14日にコーチ契約を更新しないことが球団から発表されたが、翌2015年には、球団に在籍したままアマ・スカウト（関西地区担当スカウト）を務めた。
2015年10月13日付で楽天を退団。同月15日に、オリックスの一軍バッテリーコーチに復帰した。
2016年4月28日に二軍育成コーチに異動となった。9月26日に第1回WBSC U-23ワールドカップの日本代表コーチを務めることが発表された。
2020年限りでコーチを退任し、2021年からはオリックスのスコアラーを務める。

## 人物
神戸製鋼時代は総務部に所属しており、野球中心の生活であったが、会社ではプロジェクトに関わったり、イベントの会議にも参加していた。
指導者になってからは監督経験者である仰木彬、野村克也、落合博満の本を熟読し、選手指導の参考にしている。

## 詳細情報

### 年度別打撃成績
| 年 度     | 球 団      | 試 合 | 打 席 | 打 数 | 得 点 | 安 打 | 二 塁 打 | 三 塁 打 | 本 塁 打 | 塁 打 | 打 点 | 盗 塁 | 盗 塁 死 | 犠 打 | 犠 飛 | 四 球 | 敬 遠 | 死 球 | 三 振 | 併 殺 打 | 打 率 | 出 塁 率 | 長 打 率 | O P S |
| --------- | ---------- | ----- | ----- | ----- | ----- | ----- | -------- | -------- | -------- | ----- | ----- | ----- | -------- | ----- | ----- | ----- | ----- | ----- | ----- | -------- | ----- | -------- | -------- | ----- |
| 1994      | オリックス | 1     | 1     | 1     | 0     | 0     | 0        | 0        | 0        | 0     | 0     | 0     | 0        | 0     | 0     | 0     | 0     | 0     | 0     | 0        | .000  | .000     | .000     | .000  |
| 1995      | オリックス | 49    | 134   | 114   | 15    | 28    | 8        | 1        | 1        | 41    | 17    | 0     | 1        | 4     | 3     | 12    | 0     | 1     | 19    | 2        | .246  | .315     | .360     | .675  |
| 1996      | オリックス | 29    | 47    | 40    | 3     | 5     | 0        | 0        | 0        | 5     | 1     | 0     | 0        | 3     | 0     | 4     | 0     | 0     | 7     | 0        | .125  | .205     | .125     | .330  |
| 1997      | オリックス | 86    | 259   | 219   | 17    | 47    | 8        | 0        | 1        | 58    | 18    | 0     | 2        | 22    | 4     | 11    | 1     | 3     | 35    | 8        | .215  | .257     | .265     | .522  |
| 1998      | オリックス | 77    | 213   | 186   | 16    | 43    | 5        | 2        | 2        | 58    | 13    | 1     | 2        | 11    | 2     | 12    | 0     | 2     | 21    | 5        | .231  | .282     | .312     | .594  |
| 1999      | オリックス | 85    | 233   | 198   | 15    | 46    | 13       | 1        | 2        | 67    | 24    | 1     | 3        | 14    | 2     | 13    | 0     | 6     | 25    | 1        | .232  | .297     | .338     | .635  |
| 2000      | オリックス | 74    | 170   | 143   | 11    | 26    | 4        | 0        | 2        | 36    | 7     | 1     | 0        | 13    | 1     | 11    | 0     | 2     | 23    | 5        | .182  | .248     | .252     | .500  |
| 2001      | オリックス | 31    | 67    | 63    | 6     | 12    | 1        | 0        | 0        | 13    | 3     | 0     | 0        | 3     | 0     | 1     | 0     | 0     | 7     | 1        | .190  | .203     | .206     | .409  |
| 2002      | オリックス | 65    | 141   | 125   | 9     | 23    | 5        | 0        | 2        | 34    | 8     | 1     | 1        | 10    | 1     | 3     | 0     | 2     | 14    | 4        | .184  | .214     | .272     | .486  |
| 2003      | オリックス | 60    | 141   | 133   | 19    | 41    | 5        | 0        | 8        | 70    | 17    | 0     | 0        | 4     | 0     | 2     | 0     | 2     | 17    | 5        | .308  | .328     | .526     | .854  |
| 2004      | オリックス | 27    | 55    | 49    | 4     | 11    | 4        | 0        | 0        | 15    | 7     | 0     | 0        | 3     | 0     | 3     | 0     | 0     | 9     | 2        | .224  | .269     | .306     | .575  |
| NPB：11年 | NPB：11年  | 584   | 1461  | 1271  | 115   | 282   | 53       | 4        | 18       | 397   | 115   | 4     | 9        | 87    | 13    | 72    | 1     | 18    | 177   | 33       | .222  | .265     | .312     | .577  |

### 年度別守備成績
| 年 度 | 捕手 | 捕手 | 捕手 | 捕手 | 捕手 | 捕手 | 捕手   | 捕手   | 捕手   | 捕手   | 捕手   |
| 年 度 | 試合 | 刺殺 | 補殺 | 失策 | 併殺 | 捕逸 | 守備率 | 企図数 | 許盗塁 | 盗塁刺 | 阻止率 |
| ----- | ---- | ---- | ---- | ---- | ---- | ---- | ------ | ------ | ------ | ------ | ------ |
| 1995  | 47   |      |      |      |      |      |        | 30     | 21     | 9      | .300   |
| 1996  | 24   |      |      |      |      |      |        | 19     | 14     | 5      | .263   |
| 1997  | 86   | 444  | 46   | 0    | 9    | 4    | 1.000  | 72     | 48     | 24     | .333   |
| 1998  | 77   | 423  | 42   | 2    | 5    | 4    | .996   | 53     | 35     | 18     | .340   |
| 1999  | 83   |      |      |      |      |      |        | 48     | 30     | 18     | .208   |
| 2000  | 72   |      |      |      |      |      |        | 36     | 23     | 13     | .361   |
| 2001  | 31   |      |      |      |      |      |        | 13     | 9      | 4      | .308   |
| 2002  | 59   |      |      |      |      |      |        | 39     | 28     | 11     | .282   |
| 2003  | 50   |      |      |      |      |      |        | 46     | 34     | 12     | .261   |
| 2004  | 10   |      |      |      |      |      |        | 4      | 4      | 0      | .300   |
| 通算  | 539  |      |      |      |      |      |        | 360    | 246    | 114    | .317   |

### 表彰
- 千葉県知事賞（1992年）：バルセロナ五輪野球日本代表メンバーとしての銅メダル獲得を称えて

### 記録
- 初出場：1994年6月23日、対千葉ロッテマリーンズ15回戦（千葉マリンスタジアム）、9回表にタイ・ゲイニーの代打で出場
- 初先発出場：1995年4月13日、対近鉄バファローズ3回戦（藤井寺球場）、8番・捕手として先発出場
- 初安打：同上、4回表に池上誠一から
- 初本塁打・初打点：同上、8回表に清川栄治から左越ソロ
- オールスターゲーム出場：1回（2003年）

### 背番号
- 39 （1994年 - 1998年）
- 2 （1999年 - 2004年）
- 82 （2005年 - 2010年）
- 70 （2011年 - 2014年、2016年 - 2020年）

### 代表歴
- 1991 IBAFインターコンチネンタルカップ 日本代表
- 1992年バルセロナオリンピックの野球競技・日本代表
- 1993 IBAFインターコンチネンタルカップ 日本代表

### コーチ歴
- 2016 WBSC U-23ワールドカップ 日本代表